# Starfleetacademie
De Starfleetacademie (Engels: Starfleet Academy) is het fictieve opleidingscentrum voor Starfleetofficieren uit het Star Trekuniversum.

## Geschiedenis van de Starfleetacademie
De Starfleetacademie werd opgericht in 2161, gelijktijdig met de oprichting van de Verenigde Federatie van Planeten. De hoofdgebouwen van de academie bevinden zich bij het hoofdkwartier van Starfleet, net buiten San Francisco op Aarde, maar er zijn ook andere afdelingen. De Starfleet Medische Academie (Starfleet Medical Academy ) bevindt zich ook op de Starfleetacademie. Bij de Medische Academie wordt het medische Starfleet personeel opgeleid. Elk jaar worden hier slechts 200 studenten toegelaten.
Alleen personen in dienst van de Federatie worden geaccepteerd voor de toelatingsexamens van de Academie. De enige uitzondering is wanneer men een aanbeveling van een officier op commando-niveau heeft, zoals de Ferengi Nog, die in 2371 tot de Academie werd toegelaten met een aanbeveling van commandant Benjamin Sisko van ruimtestation Deep Space Nine.
Een markante figuur op de Academie is de tuinman Boothby, waaraan de latere kapiteins Jean-Luc Picard en Kathryn Janeway goede herinneringen bewaren.
Het officiële motto van de academie is "Ex astris, scientia" (Nederlands: Vanaf de sterren, kennis).

## Trivia
- In 1995 werd een computerspel uitgebracht, dat over de Academie gaat. Dit spel heet Star Trek: Starfleet Academy.